# Toraja
Tana Toraja (of Toraja-land) is een gebied in Zuid-Sulawesi op het eiland Sulawesi in het huidige Indonesië. In het Nederlands wordt het uitgesproken als "Toradja". De meeste Torajanen zijn in de koloniale tijd tot het christendom bekeerd, maar veel van de oude religieuze gebruiken en gewoontes leven voort tot op de dag van vandaag. Deze rituelen (zoals voorouderverering) worden tegenwoordig officieel geschaard onder het Balinees hindoeïsme, hoewel zij daar feitelijk niet veel mee te maken hebben.
Toraja-land staat bekend om de uitgebreide en kostbare uitvaartrituelen. Vele waterbuffels (karbouwen) en varkens worden op deze festiviteiten ter ere van de overledenen geslacht. Soms zelfs met honderden tegelijk. Overledenen worden vaak een tijdje (gebalsemd) 'bewaard' in of bij het huis van de familie voor ze in speciale grotten worden geplaatst die zich in steile rotswanden bevinden. De doden worden omringd door houten beeldjes ter bescherming (die vaak enigszins lijken op de overledene zelf).
De huizen van de bevolking in Toraja-land hebben een bijzondere vorm. De met geometrische patronen versierde daken zijn gekromd en lijken wel enigszins op omgekeerde schepen.

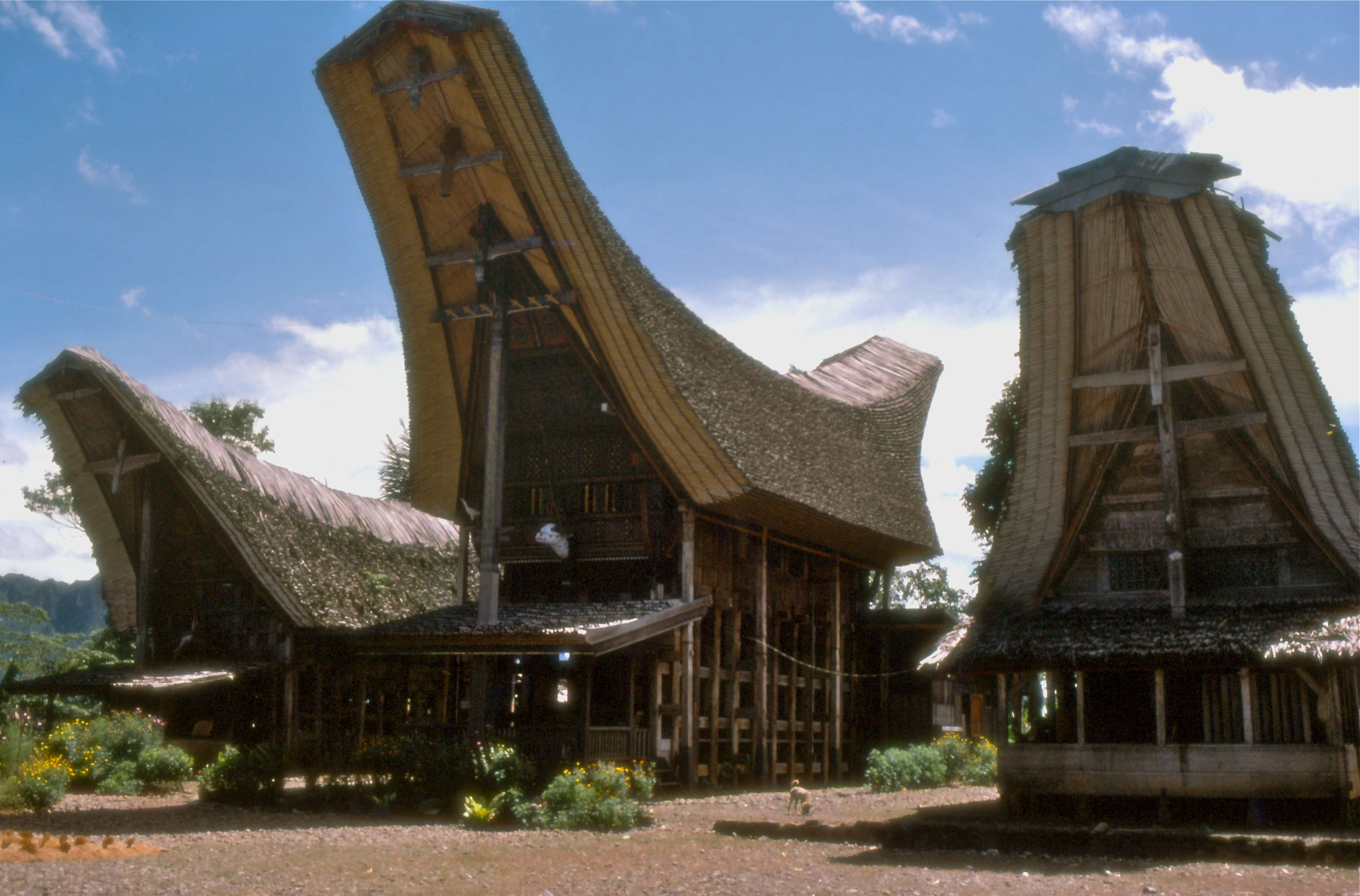
Torajaans huis
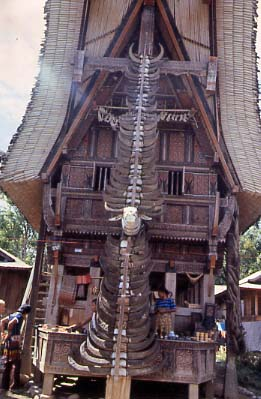
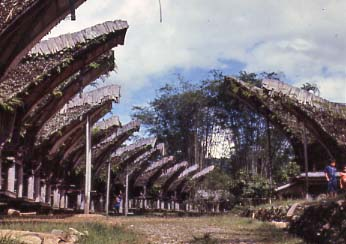
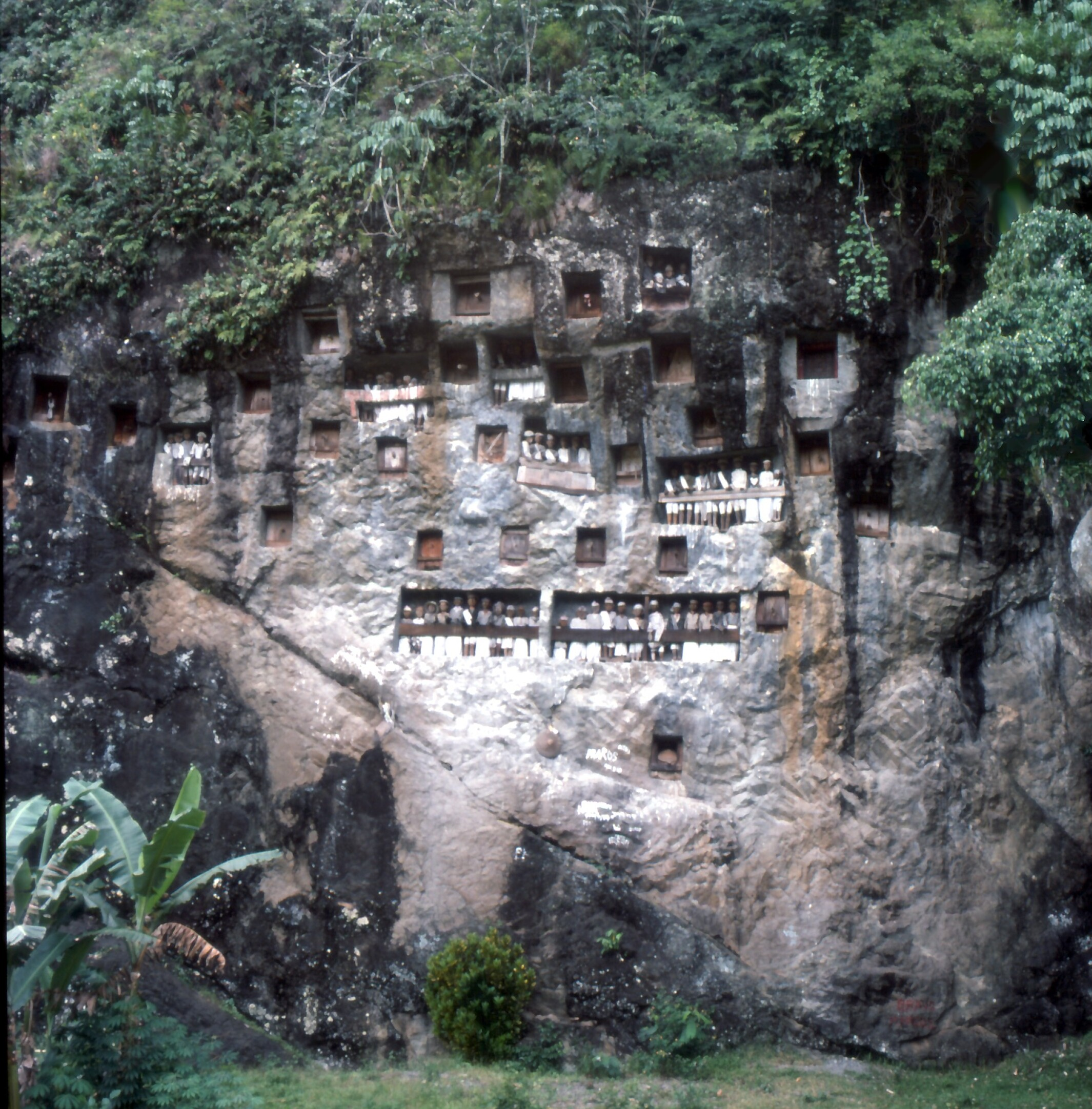
Grotten in de steile rotswanden, 1976
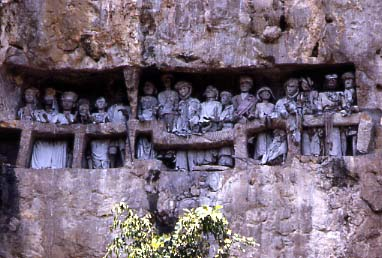
Poppen die de overledenen voorstellen. Opgesteld in een uitgehakte nis in de rotswand, uitkijkend over het dorp.
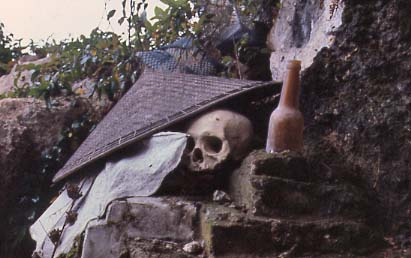
Begraafplaats
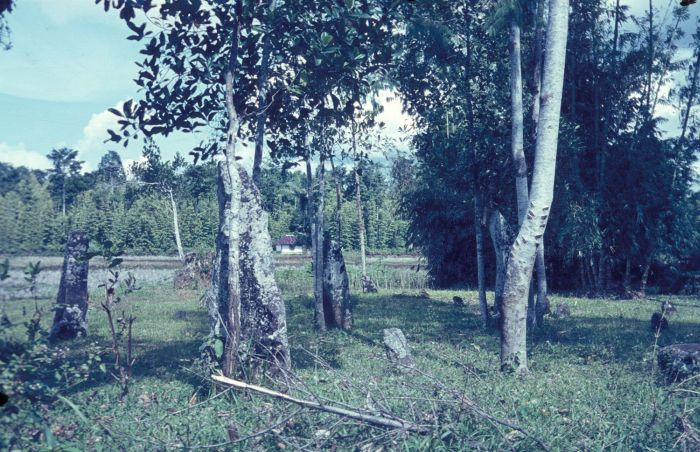
Offerplaats die gebruikt wordt tijdens het dodenfeest van de Torajanen
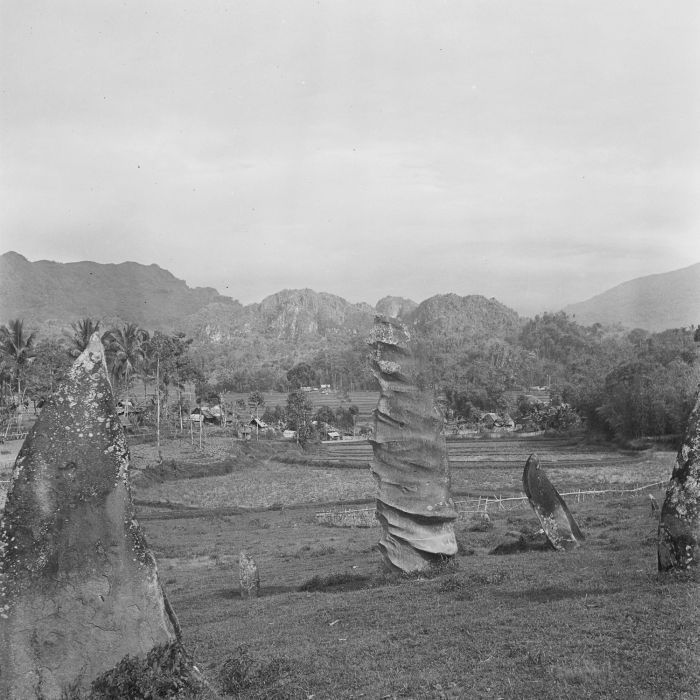
Offerplaats van de Torajanen

## Trivia
- Uit Tana Toraja komt ook een koffiesoort: de torajakoffie.
- Het Suske en Wiske-verhaal Tokapua Toraja speelt zich af in Torajaland.